# Metuljna krivulja (algebrska)
Metuljna krivulja je ravninska algebrska krivulja šeste stopnje, ki je dana z enačbo:
{\displaystyle x^{6}+y^{6}=x^{2}\!\,.}
Metuljna krivulja ima eno singularnost z delta varianto tri. To pomeni, da ima krivulja rod enak sedem.
Ploščina krivulje je:
{\displaystyle P=4\cdot \int _{0}^{1}(x^{2}-x^{6})^{\frac {1}{6}}\mathrm {d} x={\frac {\Gamma ({\frac {1}{6}})\cdot \Gamma ({\frac {1}{3}})}{3{\sqrt {\pi }}}}\approx 2,804\!\,,}
kjer je:
- {\displaystyle \Gamma \,} funkcija gama.

Dolžina loka metuljne krivulje je:
{\displaystyle s\approx 9,017\!\,.}